# Екатерина Александрийская
Екатери́на Александри́йская (греч. ἡ Ἁγία Αἰκατερίνη ἡ Μεγαλομάρτυς; 287—305) — христианская великомученица, родом из Александрии, мученическую кончину которой относят ко времени правления римского императора Максимина (или Максенция).
Первое житие святой Екатерины было составлено на греческом языке не ранее VI—VII веков, древнейшая сохранившаяся рукопись относится к VIII веку. Известия о праздновании её памяти и о её мощах — также не старше VIII века, когда её мощи были открыты египетскими христианами и перенесены в монастырь на Синайской горе. Монастырь стал привлекать много паломников, и почитание святой распространилось сначала в Восточной церкви, а потом перешло и на Запад, где ей было посвящено множество гимнов и рифмованных легенд. На Синае для защиты паломников сформировался орден рыцарей святой Екатерины (ок. 1063/1067). В России Петром Великим был учреждён дамский орден Екатерины святой великомученицы, или орден Освобождения (24 ноября 1714, просуществовал до 1917).
Память в Православной церкви совершается 24 ноября (7 декабря) шестеричным богослужением, в Католической церкви совершалась 25 ноября. Одна из четырнадцати древних святых, почитавшихся в западной (Римской) церкви как «святые помощники». Небесная покровительница итальянской коммуны Злудерно и российских городов Екатеринбурга и Краснодара (Екатеринодара). К ней восходит женское личное и крестильное имя Екатерина и его производные.
14 февраля 1969 года папа римский Павел VI апостольским посланием Mysterii Paschalis удалил из католического календаря имя Екатерины с формулировкой: «страдания святой Екатерины совершенно невероятны, и о ней нельзя сказать ничего определённого».
Художественно-символически изображается увенчанная короной, с книгой, символом её знаний, с пальмовой ветвью, знаком мученичества на колесе с шипами; иногда с мечом, которым её обезглавили.

## Имя
Церковное предание выводит имя святой из др.-греч. Άεί καθαρίνα — «всегда чистая». Чтобы подчеркнуть связь с чистотой (греч. καθαρός), народная этимология изменила изначальный звук -τ- на -θ-, что нашло отражение и в латинской форме имени (Catharina). Католический историк XVI века Цезарь Бароний считал, что это имя она приняла при крещении, а до этого носила имя Доротея («данная Богом»), упомянутое Руфином в латинском переводе «Церковной истории» Евсевия Кесарийского, где приводится сюжет, сходный с житием св. Екатерины.
Научная этимология имени (греч. Αικατερίνη, ‘Εκατερίνη) остаётся дискуссионной: оно может происходить от греч. ἑκάτερος «каждый из двух» или от имени богини Гекаты.

## Жизнеописание
Источниками жизнеописания святой Екатерины являются: 3 анонимных мученичества, мученичество святой Екатерины в рукописи, приписываемой Афанасию (Анастасию), называвшему себя стенографом и слугой Екатерины, и Мученичество, составленное Симеоном Метафрастом.
Родилась Екатерина в Александрии в 287 году. Согласно житию, она «изучила творения всех языческих писателей и всех древних стихотворцев и философов… хорошо знала Екатерина сочинения мудрецов древности, но она изучила также сочинения знаменитейших врачей, как например: Асклепия, Гиппократа и Галена; кроме того, она научилась всему ораторскому и диалектическому искусству и знала также многие языки и наречия». Была обращена в христианство сирийским монахом, крестившим её под именем Екатерина. По преданию после крещения во сне к ней явился Иисус Христос и вручил ей кольцо, назвав своей невестой (см. Мистическое обручение святой Екатерины).
Екатерина приняла мученическую смерть в период правления императора Максимина Дазы в начале IV века. Она пришла в храм во время праздничного жертвоприношения, совершаемого Максимином, и призвала его оставить языческих богов и обратиться в христианство. Царь, поражённый её красотой, пригласил её после праздника к себе и попытался убедить оставить христианскую веру. Для спора с образованной девушкой были приглашены многочисленные философы, которые были побеждены ею в споре, за что император предал их огню.
Максимин сам вновь пытался убедить Екатерину поклониться языческим богам, но не смог этого добиться. По его приказу девушку били воловьими жилами, а затем заключили в темницу. Там её посетила супруга императора, называемая в житии Августой или Василиссой (её привел друг императора военачальник Порфирий). Екатерина убедила её, Порфирия и пришедших с ними слуг в истинности христианской веры.
С целью устрашить Екатерину императорский вельможа Хурсаден предложил Максимину изготовить следующее орудие для пытки:

Прикажи устроить на одной оси четыре деревянные колеса, а по ним вокруг наколотить разные железные острия: два колеса пусть обращаются в правую, а два в левую сторону; по средине же их пусть будет привязана девица, и вращающиеся колеса раздробят её тело. Но прежде пусть только покажут эти колёса Екатерине, чтобы она, видя их, убоялась жестокого мучения, и подчинилась бы твоей воле; если же и после этого она останется в прежнем упорстве, — то пусть примет мучительную смерть.
— Димитрий Ростовский. Жития святых. 24 ноября
Эти колёса, согласно житию, были разрушены сошедшим с неба ангелом, который избавил Екатерину от мук. Узнав об этом, супруга Максимина пришла и стала обличать своего супруга, исповедала себя христианкой и была казнена. Вслед за нею был казнён военачальник Порфирий и 200 воинов, обращённых Екатериной в христианство.
После этих событий Максимин вновь призвал к себе Екатерину и предложил сделать её своей женой, если она принесёт жертву языческим богам. Святая отказалась, и Максимин приказал казнить её через отсечение головы. По преданию, из раны вместо крови вытекло молоко.

## История мощей
После казни святой Екатерины тело её исчезло. По преданию, оно было перенесено ангелами на вершину самой высокой горы Синая, теперь носящей её имя. Три века спустя, в середине VI века, монахи монастыря Преображения, построенного императором Юстинианом, повинуясь видению, поднялись на гору, нашли там останки святой Екатерины, опознали их по кольцу, которое было дано ей Иисусом Христом, и перенесли мощи в церковь. После обретения монахами монастыря Преображения мощей святой Екатерины и распространением её культа монастырь к XI веку приобрёл своё настоящее название — монастырь Святой Екатерины.
В алтаре монастырского кафоликона, базилике Преображения, в мраморной раке хранятся два серебряных ковчежца с мощами святой Екатерины (глава и десница). Ежедневно после часов верующим открывают доступ к мощам святой Екатерины. В память о поклонении мощам монахи дарят серебряное кольцо с изображением сердца и словами ΑΓΙΑ ΑΙΚΑΤΕΡΙΝA (святая Екатерина). Ещё одна часть мощей (палец) находится в мощевике иконы великомученицы Екатерины в левом нефе базилики и всегда открыта верующим для поклонения.
В Германии хранятся две частицы мощей великомученицы Екатерины: в церковном музее г. Фульда (часовня 14 святых помощников) и в Немецком музее холодного оружия г. Золинген (Грефрат). В Золингене рядом с частицей мощей помещена колба с миром от этой частицы мощей.
В 2010 г. часть мощей была передана в дар Екатерининскому собору в Царском Селе.
В Свято-Троицком кафедральном соборе Екатеринбурга с 1998 года хранится частица мощей Екатерины в именной иконе. Этот образ был написан афонскими монахами, освящён у гробницы Пресвятой Богородицы и в храме Гроба Господня в Иерусалиме и передан в дар Екатеринбургской епархии в 1998 году, в год, когда Екатеринбургу исполнилось 275 лет.
7 декабря 2023 года в центре Екатеринбурга в Часовне Святой Екатерины, на месте взорванного во времена СССР Екатерининского собора, в Екатерининские дни 2023 года, был установлен ковчег с мощами Екатерины. Он были переданы в дар от главы Крыма Сергея Аксёнова и его супруги Елены в день памяти небесной покровительницы.

## Споры об историчности
Вопрос об историчности существования святой Екатерины является дискуссионным. Ряд исследователей считают её анонимной христианкой, о которой сообщает Евсевий Кесарийский:

Одна из женщин, предназначенных служить сластолюбию тирана, христианка, очень известная и блиставшая в Александрии, победила страстную и безудержную душу Максимина своей мужественной твердостью. Она славилась богатством, родовитостью, образованием и сочла все это второстепенным сравнительно с целомудрием. Он умолял и упрашивал её, но был не в силах убить готовую к смерти; побеждаемый более страстью, чем гневом, он наказал её ссылкой и забрал всё её имущество.

У Руфина в латинском переводе Церковной истории Евсевия эта женщина получила имя Доротея, что соответствует имени святой до её обращения в христианство. Цезарь Бароний предполагает, что Екатерина могла вернуться из ссылки, о которой пишет Евсевий, и принять мученическую смерть у себя на родине в Александрии.
Существует также версия, что прообразом Екатерины могла послужить убитая христианскими фанатиками женщина-философ Гипатия Александрийская, жизнеописание которой во многих местах почти в точности совпадает с житием святой. Этой версии, в частности, придерживался профессор П. Ф. Преображенский.

## Образ в культуре и науке

### География
Святая Екатерина считается покровительницей некоторых городов мира, связанных с её именем. В Италии она почитается как небесная покровительница итальянской коммуны Слудерно. В России её считают покровительницей города Екатеринбурга — город назван указом Петра I по православной традиции в честь Екатерины Александрийской, а именно эту святую он выбрал из-за своей жены Екатерины I, крещёной в православие в её честь. Считается также покровительницей города Краснодара, ранее называвшегося Екатеринодар формально также по Екатерине Александрийской, а фактически в память достижений Екатерины II Великой.
В Краснодаре в 2009 году открыли памятник святой Екатерине как покровительнице города. В 2023 году в Екатеринбурге на стене здания в центре города было создано изображение (мурал) святой Екатерины высотой в восемь этажей. На мурале Екатерина держит пальмовую ветвь — символ мученичества, в левой — свиток, свидетельство её учёности и мудрости, а голову девушки, принадлежавшей к царскому роду, венчает корона. В тёмное время суток на мурал проецируется нимб и надпись: «Святая Екатерина Александрийская — покровительница наук, знания и учения». Работа стала подарком к 300-летию города, которое отмечалось в ноябре 2023 года. Она размещена на здании Института естественных наук и математики УрФУ (святая Екатерина считается покровительницей не только Екатеринбурга, но и науки). Образ Святой Екатерины создали в рамках крупнейшего и старейшего фестиваля уличного искусства «Стенограффия».
- Памятник святой Екатерине в Краснодаре. Надпись гласит: «Святая великомученица Екатерина покровительница Екатеринодара»
- Мурал в Екатеринбурге, созданный организаторами фестиваля «Стенограффия». В тёмное время суток на изображение проецируется нимб и надпись: «Святая Екатерина Александрийская — покровительница наук, знания и учения»

### Геральдика
Екатерина и её атрибуты (особенно символы её мучений) присутствуют в ряде гербов. Обычно она изображается с мечом и колесом, целым (герб Кулдиги) или разбитым (герб Санкт-Катаринена), иногда присутствуют корона, меч и колесо (герб Мёмбриса, герб города Мурино Всеволожского района Ленинградской области), меч и колесо (герб берлинского Вайсензе) или одно колесо (герб и флаг бельгийского города Вахтебеке).

### Кинематограф
| Год  |   | Русское название          | Оригинальное название   | Роль                                           |
| ---- | - | ------------------------- | ----------------------- | ---------------------------------------------- |
| 2014 | ф | Екатерина Александрийская | Katherine of Alexandria | Екатерина / Николь Кэнихарт / Nicole Keniheart |

### Астрономия
В 1935 году Международный астрономический союз присвоил имя Екатерины Александрийской кратеру на видимой стороне Луны.